# Ярослав Сейферт
Ярослав Сейферт (на чешки: Jaroslav Seifert, също Сайферт) е чешки писател, поет и журналист. Получава Нобелова награда за литература през 1984.

## Биография и творчество
Прави дебюта си през 1918 г. и публикува първа стихосбирка през 1921 г. Членува в крайното ляво крило на чешката социалдемократическа партия, и работи в редакциите на няколко списания и вестника с такъв политически уклон. През 1949 г. е принуден да напусне журналистическото поприще и се отдава на литературата.
Превежда от френски на чешки автори като Гийом Аполинер и Пол Верлен. За творчеството си получава национални награди през 1936, 1955 и 1968 г., а през 1967 е удостоен със званието „народен артист“. През 1968 г. е избран за председател на Съюза на чехословашките писатели, а между 1969 и 1970 г. е председател и на Съюза на чешките писатели.